# Scaldicetus
Scaldicetus és un gènere de cetacis prehistòrics que visqueren durant el Miocè. El gènere pertany a la família dels fisetèrids, és a dir, era un parent proper dels catxalots d'avui en dia. Gairebé tots els fòssils assignats a aquest gènere s'han trobat a l'hemisferi nord, tret d'algunes restes descobertes a Austràlia i Nova Zelanda.